# 阿羅羅克鎮區 (密蘇里州薩林縣)
阿羅羅克鎮區（英語：Arrow Rock Township）是位於美國密蘇里州薩林縣的一個行政鎮區。

## 地方資料
阿羅羅克鎮區的面積為153.92平方千米，當中陸地面積為151.63平方千米，而水域面積為2.29平方千米。根據2020年美國人口普查的數據，當地共有人口687人，而人口密度為每平方千米4.46人。